# Mais Professores para o Brasil

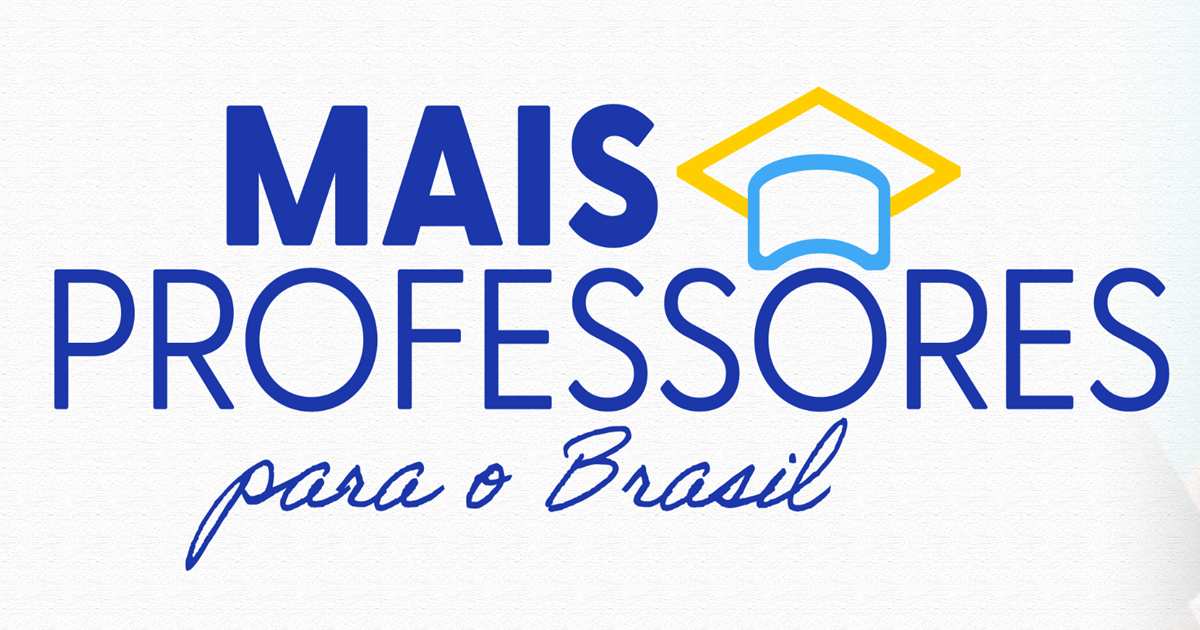
Logomarca do programa

O Mais Professores para o Brasil é um programa do governo federal do Brasil destinado a promover a valorização e a qualificação do magistério da educação básica no país.
Coordenado pelo Ministério da Educação (MEC), o programa busca fortalecer a formação dos docentes, incentivar o ingresso de professores no ensino público e valorizar a carreira docente, com ênfase na melhoria da qualidade do ensino básico.

## Funcionamento
O programa foi lançado oficialmente em 14 de janeiro de 2025 por meio do Decreto Presidencial nº 12.358/2025, em uma cerimônia no Palácio do Planalto, com a presença do presidente Luiz Inácio Lula da Silva. O objetivo é implementar ações integradas para fortalecer a educação básica no Brasil, oferecendo aos professores recursos e oportunidades para seu contínuo desenvolvimento profissional.
Estima-se que o programa beneficiará cerca de 2,3 milhões de professores e impactará 47,3 milhões de estudantes, contribuindo para a melhoria da qualidade do ensino e a valorização da carreira docente no país.
As vagas serão oferecidas inicialmente por meio do Sistema de Seleção Unificada (Sisu), com inscrições abertas a partir de 17 de janeiro de 2025. Os primeiros depósitos financeiros para os professores selecionados estão previstos para abril de 2025.
Os docentes que aceitarem atuar em áreas com escassez de profissionais receberão um adicional de R$ 2.100 mensais, além do salário regular, por um período de dois anos. Esta fase do programa está prevista para começar no segundo semestre de 2025.

## Eixos
O programa está organizado em cinco eixos principais, cada um com iniciativas específicas:
- Seleção para o ingresso na docência: A Prova Nacional Docente (PND) foi criada com o objetivo de aprimorar a formação dos docentes e promover a realização de concursos públicos. A PND será aplicada anualmente pelo Instituto Nacional de Estudos e Pesquisas Educacionais Anísio Teixeira (Inep), permitindo que estados, o Distrito Federal e municípios utilizem a prova em seus processos seletivos. Os candidatos poderão se inscrever no processo seletivo da PND aberto pelo Inep.[5]
- Atratividade para as licenciaturas: A Bolsa Pé-de-Meia Licenciaturas foi criada para incentivar o ingresso, a permanência e a conclusão de cursos de licenciatura. O programa oferece um auxílio financeiro mensal de R$ 1.050 a estudantes com bom desempenho no Exame Nacional do Ensino Médio (Enem). Deste valor, R$ 700 podem ser retirados imediatamente, enquanto os R$ 350 restantes ficam na forma de poupança, sendo liberados quando o estudante, após formar-se, ingressar em uma rede pública de ensino.[5]
- Alocação de professores: A Bolsa Mais Professores visa incentivar a atuação docente em regiões com escassez de profissionais, oferecendo apoio financeiro de R$ 2.100 mensais, além do salário do magistério pago pela rede de ensino. Durante o período da bolsa, os docentes também realizarão uma pós-graduação lato sensu focada na área de docência, o que contribui para a qualificação profissional e a melhoria da educação nas áreas carentes.[5]
- Formação docente: O programa desenvolveu um portal digital que reúne informações sobre cursos de formação docente, tanto inicial quanto continuada, e pós-graduações oferecidas pelo MEC e suas instituições parceiras. A plataforma tem como objetivo apoiar o desenvolvimento profissional dos professores, proporcionando recursos adaptados às necessidades de cada um.[5]
- Valorização dos professores: A valorização da profissão docente também ocorre por meio de parcerias com outros órgãos e ministérios. Em colaboração com o Banco do Brasil e a Caixa Econômica Federal, foram criados benefícios exclusivos, como o oferecimento de cartões de crédito sem anuidade. Além disso, com o Ministério do Turismo, os professores terão direito a descontos em diárias de hotéis, incluindo em períodos de grande demanda, como feriados e eventos.[5]